# Брисков-Финкенхерд
Брисков-Финкенхерд (нем. Brieskow-Finkenheerd, пол.  ист. Wrzesko) — коммуна в Германии, в земле Бранденбург.
Входит в состав района Одер-Шпре. Подчиняется управлению Брисков-Финкенхерд.  Население составляет 2446 человек (на 31 декабря 2010 года). Занимает площадь 13,47 км².
| Год  | Население |
| ---- | --------- |
| 2005 | 2610      |
| 2010 | 2476      |